# Aleksandar Jović
Aleksandar Jović (Belgrád, 1972. április 13. –) egykori jugoszláv válogatott labdarúgó, edző.

## Edzői pályafutása
2023 júniusában lett a másodosztályú Haladás vezetőedzője. 2024. május 6-án lemondott. 2025-ben másodosztályú Szeged-Csanád GA vezetőedzője volt. Csapatával a hetedik helyen végzett. A bajnokság befejezése után távoznia kellett, mert az NB II-es csapatok nem alkalmazhattak külföldi edzőt.

## Statisztikái

### A válogatottban
Utolsó elszámolt mérkőzés dátuma: 1998. február 25.
| Válogatott  | Év       | Mérk. | Gólok |
| ----------- | -------- | ----- | ----- |
| Jugoszlávia |          |       |       |
| 1998        | 1        | 0     |       |
|             | Összesen | 1     | 0     |

#### Mérkőzése a jugoszláv válogatottban
| #  | Dátum             | Ellenfél  | Eredmény | Kiírás              | Esemény |
| -- | ----------------- | --------- | -------- | ------------------- | ------- |
| 1. | 1998. február 25. | Argentína | 1–3      | barátságos mérkőzés | 81'     |

### Edzői statisztika
Utolsó elszámolt mérkőzés dátuma: 2025. május 25.
| Csapat           | –tól                | –ig                  | Statisztika | Statisztika | Statisztika | Statisztika | Statisztika | Statisztika | Statisztika | Statisztika |
| Csapat           | –tól                | –ig                  | M           | GY          | D           | V           | RG          | KG          | GK          | GY %        |
| ---------------- | ------------------- | -------------------- | ----------- | ----------- | ----------- | ----------- | ----------- | ----------- | ----------- | ----------- |
| Čukarički        | 2010. augusztus 12. | 2010. november 9.    | 10          | 0           | 3           | 7           | 2           | 13          | –11         | 0%          |
| Sinđelić Beograd | 2017. július 1.     | 2017. szeptember 27. | 6           | 3           | 3           | 0           | 4           | 1           | +3          | 50%         |
| Gorica           | 2020. december 14.  | 2021. június 30.     | 17          | 5           | 4           | 8           | 12          | 25          | –13         | 29.41%      |
| Szerbia U19      | 2022. február 25.   | 2022. június 30.     | 7           | 3           | 2           | 2           | 13          | 13          | 0           | 42.86%      |
| Szerbia U16      | 2022. július 1.     | 2023. április 24.    | 5           | 2           | 1           | 2           | 8           | 12          | –4          | 40%         |
| Haladás          | 2023. június 12.    | 2024. május 6.       | 33          | 10          | 11          | 12          | 44          | 49          | –5          | 30.3%       |
| Szeged-Csanád GA | 2024. december 27.  | 2025. június 30.     | 15          | 6           | 5           | 4           | 20          | 17          | +3          | 40%         |
| Összesítve       | Összesítve          | Összesítve           | 93          | 29          | 29          | 35          | 103         | 130         | –27         | 31.18%      |

## Sikerei, díjai

### Játékosként
Hapóél Haifa
- Izraeli bajnok (1): 1998–99

 Ferencváros
- Magyar bajnok (1): 2003–04
- Magyar kupagyőztes (2): 2002–03, 2003–04
- Magyar szuperkupa-győztes (1): 2004